# Noasaurus
Noasaurus (nghĩa đen thằn lằn tây bắc Argentina) là một chi khủng long chân thú, được Bonaparte & J. E. Powell mô tả khoa học năm 1980.